# Matthias Starck
Matthias Stark (* 10. Dezember 1628 in Lottstetten; † 8. Februar 1708 in Frankfurt) war ein Priester, Weihbischof, Titularbischof von Coronea, Theologe, Philosoph, und Stiftsdekan, sowie Apostolischer Protonotar.

## Leben
Der Vater von Matthias Starck war Vogt der Propstei Öhningen, seine Mutter war Dorothea Remin (Rehm). Er studierte an der Universität Salzburg und besuchte um 1643 das von Bartholomäus Holzhauser gegründete Institut Holzhauser, welches 1649 nach Ingolstadt verlegt wurde. Hier promovierte er zum Doktor der Philosophie. 1656 wurde er zum Priester geweiht. Zunächst übertrug man ihm die Kaplanstelle in Gross-Rheinfelden bei Würzburg, wo als Pfarrer der spätere Weihbischof in Würzburg, Weinberger, tätig war. Danach wurde er als Kooperator des Dekans Holzhauser nach Bingen am Rhein gesandt. Nach dem Tod Holzhausers im Mai 1658 sandte das Ordinariat ihn nach Heppenheim an der Bergstraße, wo vorher sein Förderer und Freund, der ehemalige Pfarrer von Jestetten, Rieger als Pfarrer tätig gewesen war. Im Jahre 1662 wurde er Pfarrer zu St. Emmeran in Mainz und Stiftsherr zu Heiligkreuz bei Mainz. Der Kurfürst von Mainz beförderte ihn zum Regens des Priesterseminars. 1669 wurde er Doktor der Theologie. Er erhielt 1671 ein Kanonikat am Bartholomäusstift zu Frankfurt und dort 1670 Stiftsdekan. 1681 folgte Starck auf Vorschlag des Kurfürst-Erzbischofs Anselm Franz von Ingelheim als Mainzer Weihbischof in partibus Rheni Adolph Gottfried Volusius nach und erhielt von Rom den Titularbischofssitz Coronea zugewiesen.

## Weihbischof von Mainz und Stiftsdekan in Frankfurt
Er war mit großem Eifer für die Erzdiözese Mainz tätig, er vertrat zeitweise zwei Erzbischöfe und weihte sieben Äbte. Er konsekrierte den Erzbischof von Mainz, Lothar Franz von Schönborn, den Bischof von Worms, Johannes Karl und den Weihbischof Johannes Jakobus Senft. 1703 legte er sein Amt nieder, da er erblindete, seinen Lebensabend verbrachte er in Frankfurt am Main, wo er verstarb. Im Dom wurde er beigesetzt, die Inschrift auf seinem Epitaph lautet: »Matthias Starck, Episcopus Coronensis, Suffraganeus Moguntinus, Ss. Theologiae Doctor, huius Imperialis Ecclesiae S. Bartholomaei XXXV. annis Decanus, Proto-Notarius Apostolicus, ex instituto Cleric. Saecul. in Comm. Vivent. obiit VIII. Febr. aetatis suae LXXX anno Dom. MDCCVIII.«

## Wappen
Sein Wappen zeigt einen »Starken Mann« mit einer bekränzten Krone.

## Stiftung
Für seinen Heimatort Lottstetten stiftete er gemäß Stiftungsurkunde vom 1. März 1702 ein Stipendium für Theologiestudenten. Es durften jedoch nur Verwandte davon profitieren, zum Teil ergab dies weitläufige Stammbäume zum Nachweis der Verwandtschaft derselben. Nur wenn kein Verwandter als Stipendiat sich bewarb, durften auch andere Anspruch auf die Stiftung von 105 Gulden erheben. 1861 wurde ein Verwandter abgelehnt, nach 1846 wurde das Stipendium nicht mehr vergeben. Es hatte dennoch vielen zu einem Studium verholfen.